# Чабан-Чокрак (источник)
Чобан-Чокрак, Чабан-Чокрак, Чобан-Чохрах, Арабский источник — каптированный источник на Демерджи-яйле в Крыму. Расположен выше урочища и водопада Джурла. Каптаж выполнен в 1897—1898 годах из тёсанного камня и украшен посвятительной надписью арабской вязью, откуда и второе название.

## Описание
Этимология названия на тюркских языках — пастуший (чабанский) источник.
Источник Чобан-Чокрак находится в долине реки Джурла (другие названия Алака, Сотера, Биюк-Дере) на высоте 1032 м, выше водопада Джурла и одноимённого урочища на правом борту глубокой лесистой балки Татиль-дере, впадающей в реку Алака чуть выше водопада. Дебит небольшой, но круглогодичный.
Джурла (Алака, Сотера) берёт своё начало на южных склонах Северной Демерджи из нескольких родников. Гидролог Иван Мартынович Педдакас (сотрудник Н. А. Головкинского), в 1930-х годах отмечал в верховье балки 9 источников, общим дебитом 267 тыс. м³ в год.
Впервые родник «Чобан-чокрак» показан карте в 1837 году в приложении к Крымскому сборнику П. И. Кёппена «О древностях Южного берега Крыма и гор Таврических».

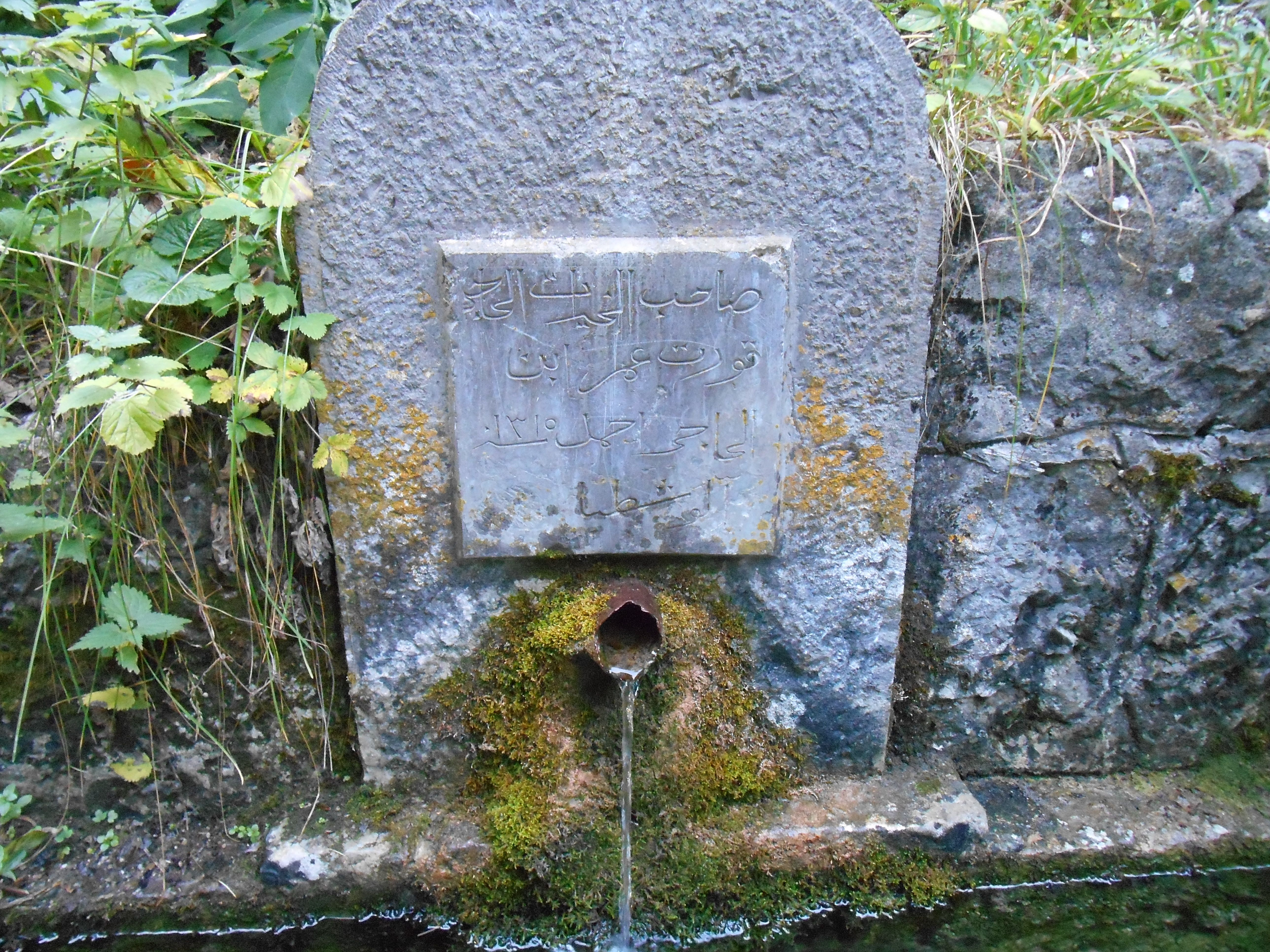
Посвятительная надпись на арабском языке
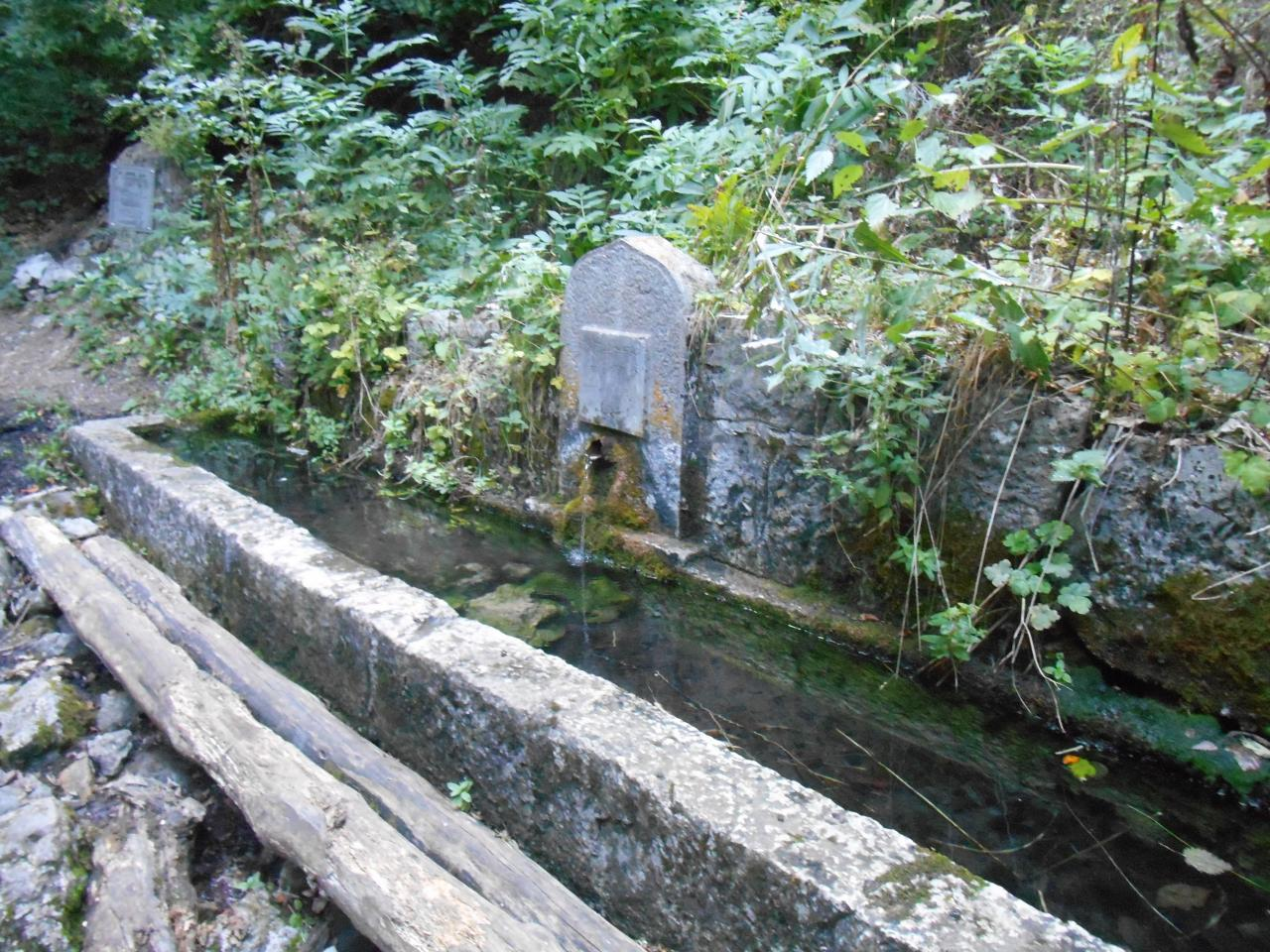
Общий вид, слева памятник погибшему туристу

Каптаж выполнен в виде подпорной стенки и корыта из тёсанного камня. На самом роднике надпись арабской вязью. «Сагиб аль Хайраталь хаджа Хурт Омар ибн Аль Хаджи Ахмат 1315 г. по-хиджри Алушта» (Хозяин богатств Хаджи Курт Омар ибн Хаджи Ахмад. 1315 год Хиджры. Алушта). Таким образом, каптаж датируется 1897—1898 годами. Слева от источника памятник погибшему в 1990 году туристу.